# Promyllantor adenensis
Promyllantor adenensis är en fiskart som först beskrevs av Klausewitz, 1991.  Promyllantor adenensis ingår i släktet Promyllantor och familjen havsålar. Inga underarter finns listade i Catalogue of Life.